# 2018 en arts plastiques
| Années des arts plastiques : 2015 - 2016 - 2017 - 2018 - 2019 - 2020 - 2021    |
| Décennies des arts plastiques : 1980 - 1990 - 2000 - 2010 - 2020 - 2030 - 2040 |

Cette page concerne l'année 2018 en arts plastiques

## Événements

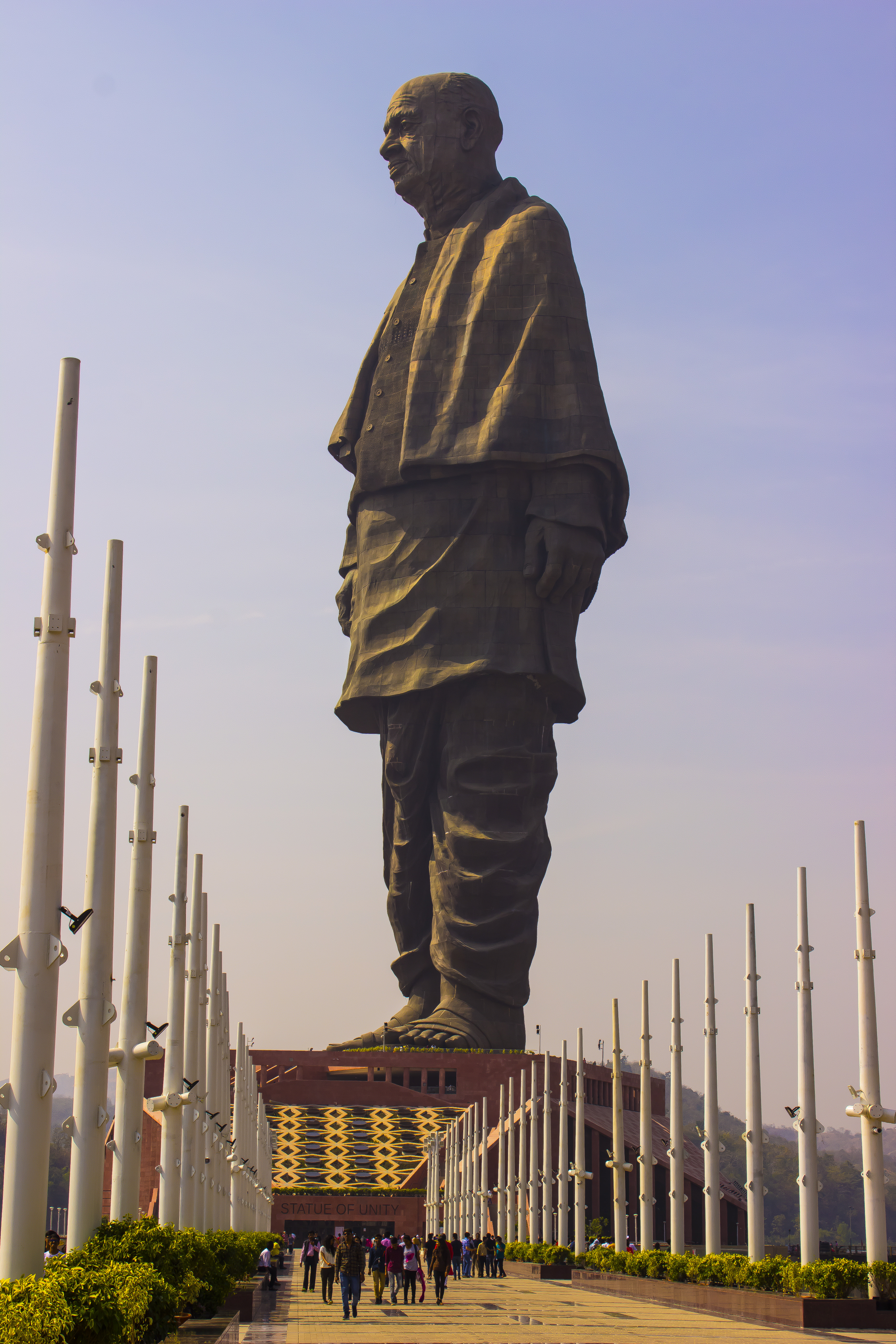
Statue de l'Unité, Ram Vanji Sutar (2013-2018).

- 11 septembre : datation d'un dessin au crayon d'ocre pointu sur une pierre vieux de 73.000 ans, découvert en 1991 dans la grotte de Blombos en Afrique du Sud, ce qui en fait le plus vieux dessin au crayon connu au monde[1]
- 31 octobre : inauguration de la statue de l'Unité, la plus haute du monde, en Inde.

## Décès
- 1er janvier : Mauro Staccioli, sculpteur italien (° 11 février 1937),
- 4 janvier :
  - Simone Dat, peintre française (° 19 juillet 1927),
  - Arnaud d'Hauterives, peintre et graveur français (° 26 février 1933),
- 12 janvier : Guy Lefèvre, vitrailliste malgache (° 13 novembre 1933),
- 15 janvier : Ida Barbarigo, peintre italienne (° 26 août 1925),
- 21 janvier : Phan Kế An, peintre vietnamien (° 20 mars 1923),
- 31 janvier : Erwin de Vries, peintre et sculpteur surinamien (° 21 décembre 1929),
- 1er février : Sonia Gechtoff, peintre américaine (° 25 septembre 1926),
- 4 février : Nat Neujean, sculpteur belge (° 5 janvier 1923),
- 9 février : Bernard Koura, peintre français (° 25 mai 1923),
- 16 février :
  - Napoleón Abueva, sculpteur philippin (° 26 janvier 1930),
  - Jean-François Comte, peintre français (° 2 janvier 1933),
- 21 février : Dominique Corbasson, illustratrice française (° 30 mars 1958),
- 23 février : Gilles Valdès, illustrateur français (° 13 septembre 1924),
- 24 février :
  - Getulio Alviani, peintre italien (° 5 septembre 1939),
  - Mady de La Giraudière, peintre, illustratrice et lithographe française (° 3 avril 1922),
  - Bud Luckey, animateur, dessinateur, chanteur, musicien, compositeur et acteur américain (° 28 juillet 1934),
- 26 février : Pierre Olivier, peintre français (° 24 octobre 1928),
- 28 février : Angela Ricci Lucchi, peintre et réalisatrice italienne (° 1942),
- 2 mars : Gillo Dorfles, peintre et philosophe italien (° 12 avril 1910),
- 3 mars : Yvon Taillandier, peintre, sculpteur et écrivain français (° 28 mars 1926),
- 24 mars : Hidetoshi Nagasawa, peintre, sculpteur et architecte japonais (° 30 octobre 1940),
- 2 avril : Jean Ricardon, peintre français (° 21 septembre 1924),
- 6 avril : Leonid Sokov, sculpteur soviétique puis russe (° 11 octobre 1941),
- 11 avril : Gillian Ayres, peintre britannique (° 3 février 1930),
- 17 avril : Marcia Hafif, peintre américaine (° 15 août 1929),
- 24 avril : Hariton Pushwagner, peintre pop norvégien (° 2 mai 1940),
- 28 avril : Art Paul, graphiste américain (° 18 janvier 1925),
- 30 avril : Geneviève Claisse, peintre abstraite géométrique française (° 17 juillet 1935),
- 9 mai : Per Kirkeby, peintre, sculpteur, graveur, réalisateur et écrivain danois (° 1er septembre 1938),
- 18 mai : Antonio Lupatelli, illustrateur italien (° 1930),
- 22 mai : Júlio Pomar, peintre portugais (° 10 janvier 1926),
- 1er juin :
  - Bernard Gantner, peintre, lithographe et aquafortiste français (° 16 août 1928),
  - Malcolm Morley, peintre et sculpteur britannique et américain (° 7 juin 1931),
- 2 juin : Seán McSweeney, peintre irlandais (° 1935),
- 11 juin : Norma Bessouet, peintre et sculptrice argentine (° 15 juin 1940),
- 15 juin :
  - Hélène Mouriquand, peintre française (° 13 octobre 1918),
  - Jacques Tissinier, peintre et sculpteur français (° 23 juillet 1936),
- 21 juin :
  - Céelle, peintre et graveur française (° 25 août 1929),
  - Hassan El Glaoui, peintre marocain (° 23 décembre 1923),
- 2 juillet : Maurice Lemaître, artiste, cinéaste, peintre, écrivain et poète libertaire français (° 23 avril 1926),
- 7 juillet : Masayuki Nagare, sculpteur japonais (° 14 février 1923),
- 11 juillet : Abdelkhader Houamel, peintre algérien (° 17 août 1936),
- 14 juillet : Christa Dichgans, peintre allemande (° 6 avril 1940),
- 23 juillet : Oksana Chatchko, peintre, militante activiste féministe et anarchiste soviétique puis ukrainienne (° 31 janvier 1987),
- 25 juillet : Giancarlo Vitali, peintre et graveur italien (° 29 novembre 1929),
- 30 juillet : Jacoba Haas, peintre néerlandaise (° 17 avril 1946),
- 9 août : Christian Gaillard, peintre français (° 20 mars 1951),
- 10 août : Fernando Llort, peintre, graveur et céramiste salvadorien (° 7 avril 1949),
- 16 août : Mohamed Demagh, sculpteur algérien (° 4 juillet 1930),
- 20 août :
  - Charles Blackman, peintre australien (° 12 août 1928),
  - José Picó, peintre et dessinateur français d'origine espagnole (° 16 octobre 1928),
- 21 août : Vera Scholz von Reitzenstein, sculptrice germano-suisse (° 27 mars 1924),
- 22 août : Jacques Cesa, peintre, décorateur d'intérieur et graveur suisse (° 12 juin 1945),
- 23 août : Arcabas, peintre et sculpteur français (° 26 décembre 1926),
- 24 août : Uri Katzenstein, sculpteur, artiste visuel, musicien, constructeur d'instruments de musique et des machines sonores et cinéaste israélien (° 1951),
- 27 août :  Claude Goutin, sculpteur et dessinateur français (° 18 juin 1930),
- 1er septembre : Irving Petlin, peintre américain (° 17 décembre 1934),
- 7 septembre : Ceesepe, illustrateur, peintre et auteur de bande dessinée espagnol (° 7 mai 1958),
- 10 septembre : Roger Langlais, essayiste et peintre français (° 5 janvier 1941),
- 17 septembre : Jean-Pierre Jouffroy, peintre, dessinateur, graveur, sculpteur, directeur artistique de périodiques, affichiste, historien d'art et écrivain français (° 20 avril 1933),
- 19 septembre : Marcella Maltais, peintre canadienne (° 9 octobre 1933),
- 25 septembre : Francis Herth, peintre, dessinateur, sculpteur, graveur, lithographe, illustrateur français (° 21 février 1943),
- 28 septembre : Michel Gourlier, peintre, illustrateur et dessinateur français (° 3 janvier 1925),
- 2 octobre : Naftali Bezem, peintre, sculpteur, illustrateur et lithographe israélien (° 27 novembre 1924),
- 10 octobre : André Laban, peintre français (° 19 octobre 1928),
- 14 octobre : 
  - Mel Ramos, peintre américain (° 24 juillet 1935),
  - Eduardo Arroyo, peintre, graveur, lithographe, sculpteur et décorateur de théâtre espagnol (° 26 février 1937),
- 17 octobre : Jean-Pierre Girerd, caricaturiste, illustrateur et peintre français (° 6 mars 1931),
- 29 octobre : Gérald Bloncourt, peintre, poète et photographe haïtien (° 4 novembre 1926),
- 7 novembre : Oscar Rabin, peintre soviétique puis français et enfin russe (° 2 janvier 1928),
- 8 novembre :
  - Olaf Van Cleef, voyageur, auteur et peintre collagiste néerlandais (° 11 décembre 1950),
  - Lena Vandrey, sculptrice et peintre française (° 23 avril 1941),
- 9 novembre : Ginette Daleu, artiste plasticienne camerounaise (° 23 septembre 1977),
- 30 novembre : Claude Margat, poète, essayiste, romancier et peintre français (° 24 juillet 1945),
- 10 décembre : Raoul Hunter, caricaturiste et sculpteur canadien (° 18 juin 1926),
- 31 décembre : Nicola L., pseudonyme de Nicola Leuthe, peintre, sculptrice, cinéaste et féministe française (° 1937).